# Ikegami Tsūshinki
Ikegami Tsushinki K.K. (jap. 池上通信機株式会社, Ikegami Tsūshinki kabushiki kaisha, wörtlich: „Ikegami Kommunikationsgeräte“, engl. Ikegami Tsushinki Co., Ltd.) ist ein japanischer Hersteller von professioneller Rundfunk-, Video- und Fernseh-Ausrüstung. Bekannt ist Ikegami für professionelle Fernsehkameras und Monitore, die im ENG- und Fernsehstudio-Bereich benutzt werden. Gegründet wurde das Unternehmen 1946. Der europäische Sitz des Unternehmens ist in Neuss.

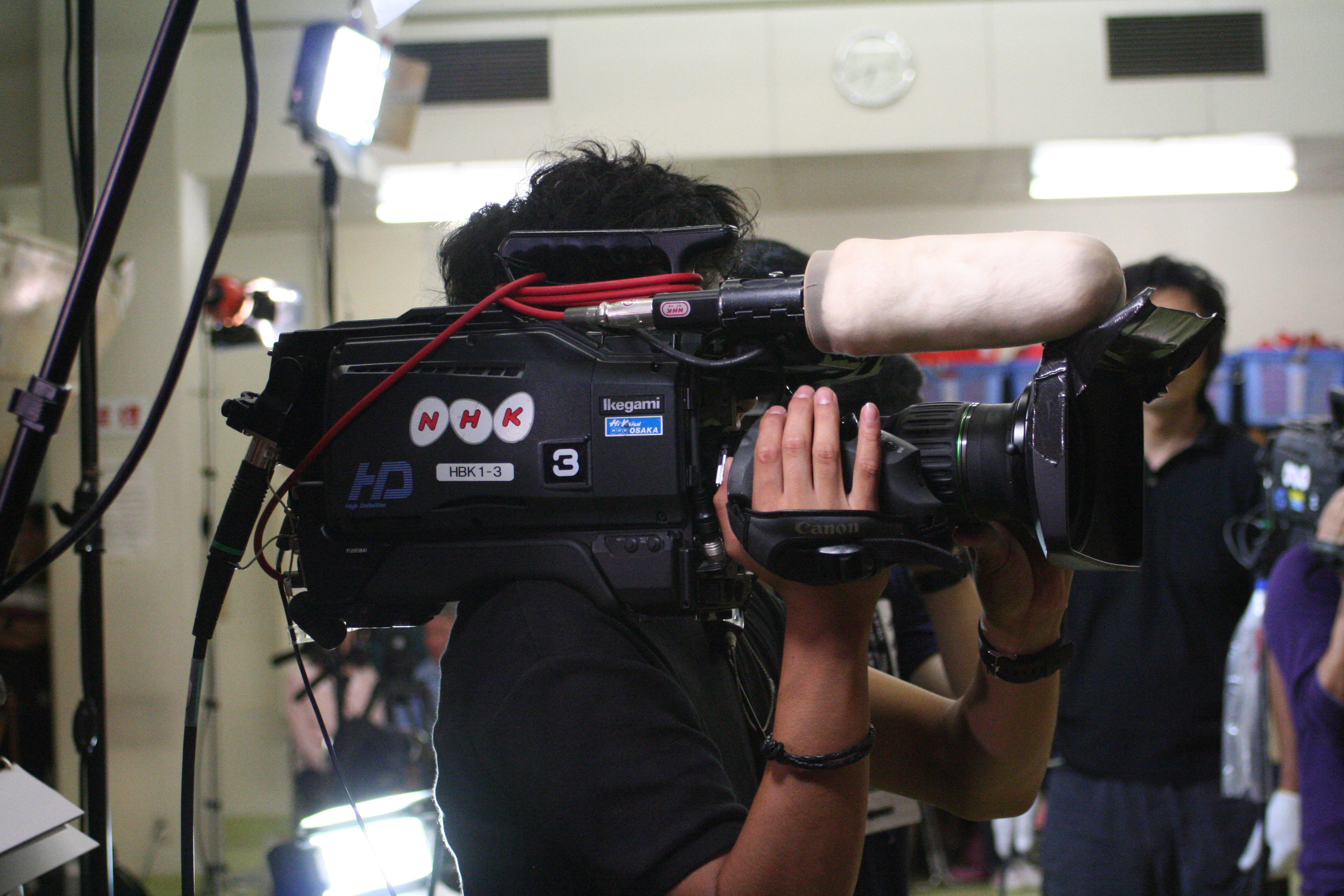
Videokamera von Ikegami

Ikegami hat keine Videorecorder im Portfolio, so dass das Unternehmen Lizenznehmer der Videoformate Betacam SP und DVCAM von Sony sowie DVCPRO von Panasonic ist. Ikegami bietet aber ein eigenes Aufnahmeverfahren auf Harddisk (Editcam) an, das aus einer Kooperation mit Avid entstand.
Kameras und Monitore von Ikegami werden als Teil der Spitzenklasse  angesehen, speziell was den Broadcast-Bereich betrifft. Die Modellpalette von Ikegami reicht von der „einfachen“ Industriekamera für Fernsehüberwachungen über portable und stationäre Fernsehkameras bis hin zu HDTV-Kameras.

## Frühere Baureihen

### Professionelle Kameras
Ende der 1980er Jahre waren die Modelle ITC-730 und ITC 735 sehr verbreitet. Sie wurden in Verbindung mit einem angeschlossenen U-matic-Recorder benutzt, der von einem Assistenten getragen wurde. Diese Kameras waren noch mit Saticon-IV-Röhren zur Bilderzeugung ausgestattet. Anfang der 1990er Jahre kamen die ersten Chipkameras von Ikegami auf den Markt: Zunächst die HC-230, dann die HC-300/HC-340, Mitte der 1990er Jahre die HC-390, Ende der 1990er Jahre die HC-400 und die auf das Seitenverhältnis 16:9 umschaltbare HC-400W. Die letzte Entwicklung dieser Reihe ist die HC-500W. All diesen Kameraköpfen ist gemeinsam, dass an ihrer Rückseite entweder ein Triax-Adapter (beim Einsatz im Mehrkamera-Verbund) oder einer von mehreren Dockrecordern angeschlossen werden können, wodurch sich dann eine funktionsfähige Einheit bildet, die im jeweils gewünschten Videoformat aufnimmt.

### Broadcast-Kameras
Neben dem professionellen Segment produziert Ikegami auch Kameras, die speziell für den Einsatz bei Rundfunkanstalten gedacht sind. Der qualitative Unterschied zwischen den beiden Baureihen ist jedoch eher gering, da sich auch die professionellen Kameras immer auf einem sehr hohen Niveau bewegt haben. Ende der 1980er Jahre gab es als Röhren-Kamera die HL-79, welche mit einem getrennten U-matic-Recorder betrieben wurde. Die HL-95 war bereits dockingfähig; sie wurde zumeist mit dem Betacam-SP-Andockrecorder BVV-5 betrieben. Die ersten Chipkameras im Broadcast-Segment mit digitalen Kameraköpfen waren die HL-57 und HL-59. In den 1990er Jahren, als Betacam SP das Standard-Aufzeichnungsformat war, hatte der kompakte Camcorder HL-V55 eine starke Verbreitung. Er war das Pendant zum Sony-Camcorder BVW-400. Das Bandlaufwerk wurde von Sony zugeliefert. Da Sony keine Digital-Betacam-Laufwerke zur Verfügung stellte, war es Ikegami nicht möglich, an der Digital-Betacam-Ära zu partizipieren und zum Beispiel ein Pendant zur Sony DVW-700/790/707/970 auf den Markt zu bringen. Dafür gab es viele Anwender, die zu dieser Zeit eine HC-Kamera von Ikegami gekauft und diese mit einem Dockrecorder für die Formate DVCAM (Sony) und DVCpro/DVCpro50 (Panasonic) ausgerüstet haben. Außerdem baute Ikegami auch eigene Camcorder in diesen Formaten.
Im Bereich der schweren Studiokameras, deren Bezeichnung stets mit „HK“ beginnt, gehörte die HK-323 zu den besonders verbreiteten Kameras.

## Aktuelle Kameras
Heute produziert Ikegami mehrere transportable Kameras der HC- und HL-Reihe sowie mehrere Studiokameras der HK-Reihe. Das Unternehmen bietet für bandlose Aufzeichnung die Camcorder „Editcam 3“ (für normale Fernsehauflösung) und „Editcam HD“ (für hochauflösendes Fernsehen, HDTV) an, die intern wahlweise auf „Fieldpaks“ (Festplatten) und „Flashpaks“ (Festkörperspeicher) aufzeichnen. Weiterhin stellt das Unternehmen Kameras für den Bereich der Medizin- und der Überwachungstechnik her, auch hochwertige Monitore gehören zur Produktpalette.
Eingesetzt werden Ikegami-Kameras u. a. von Fernsehproduktionsfirmen, freien Kamerateams (EB- oder ENG-Teams) und von Fernsehanstalten wie ORF, WDR und ZDF.

## Computerspiele
Ikegami entwickelte in den 1980er Jahren einige Arcade-Spiele für japanische Computerspielfirmen. Unter anderem waren dies Block Fever, Congo Bongo, Popeye, Donkey Kong, Radar Scope, Sheriff, Space Fever, Space Firebird, Space Demon und Zaxxon.